# Formação Two Medicine
A Formação Two Medicine é uma formação geológica, ou corpo de rocha, no noroeste de Montana e sul de Alberta que foi depositada entre 83,5 a 74,9 milhões de anos atrás, durante o andar Campaniano (Cretáceo Superior). Ele aflora a leste do Cinturão de Impulso das Montanhas Rochosas, e a porção oeste (cerca de 600 metros ou 2.000 pés de espessura) desta formação é dobrada e falhada, enquanto a parte leste, que se afina no Arco de Sweetgrass, é principalmente planícies indeformadas. Abaixo da formação estão os depósitos próximos à costa (praia e zona das marés) do Arenito Virgelle, e acima dele está a formação Bearpaw Shale. Ao longo do Campaniano, a Formação Two Medicine foi depositada entre a linha costeira ocidental do Canal Interior do Cretáceo Superior e a margem de avanço para o leste do Cinturão de Impulso da Cordilheira. A Formação Two Medicine é formada principalmente por arenito, depositado por rios e deltas.

## História da pesquisa
Em 1913, uma equipe de Pesquisa Geológica dos EUA chefiada por Eugene Stebinger e uma equipe do Museu Nacional dos EUA chefiada por Charles Gilmore trabalharam juntos para escavar o primeiro dinossauro da formação. Stebinger foi o primeiro a identificar a Formação Two Medicine e descreveu formalmente os primeiros fósseis em um artigo científico publicado em 1914. Gilmore voltou à formação em 1928 e 1935. Durante esse período, apenas três espécies foram nomeadas e, dessas, apenas Styracosaurus ovatus e Edmontonia rugosidens ainda são consideradas válidas. Barnum Brown prospectou a formação em 1933, mas não encontrou nada significativo. Ambas as pesquisas foram interrompidas pela Segunda Guerra Mundial. Em 1977, Trexler relata que encontrou o hadrossauro permanece a oeste de Choteau, Montana. Durante o ano seguinte, bebês hadrossauros foram descobertos. Em 1979, Horner e Makela encaminharam esses ossos de hadrossauro para Maiasaura peeblesorum. O anúncio atraiu um interesse científico renovado para a formação e muitos novos tipos de dinossauros foram descobertos. Mais locais de nidificação foram descobertos posteriormente, incluindo o local Devil's Coulee, contendo restos de Hypacrosaurus stebingeri no sul de Alberta em 1987.

## Paleoambiente

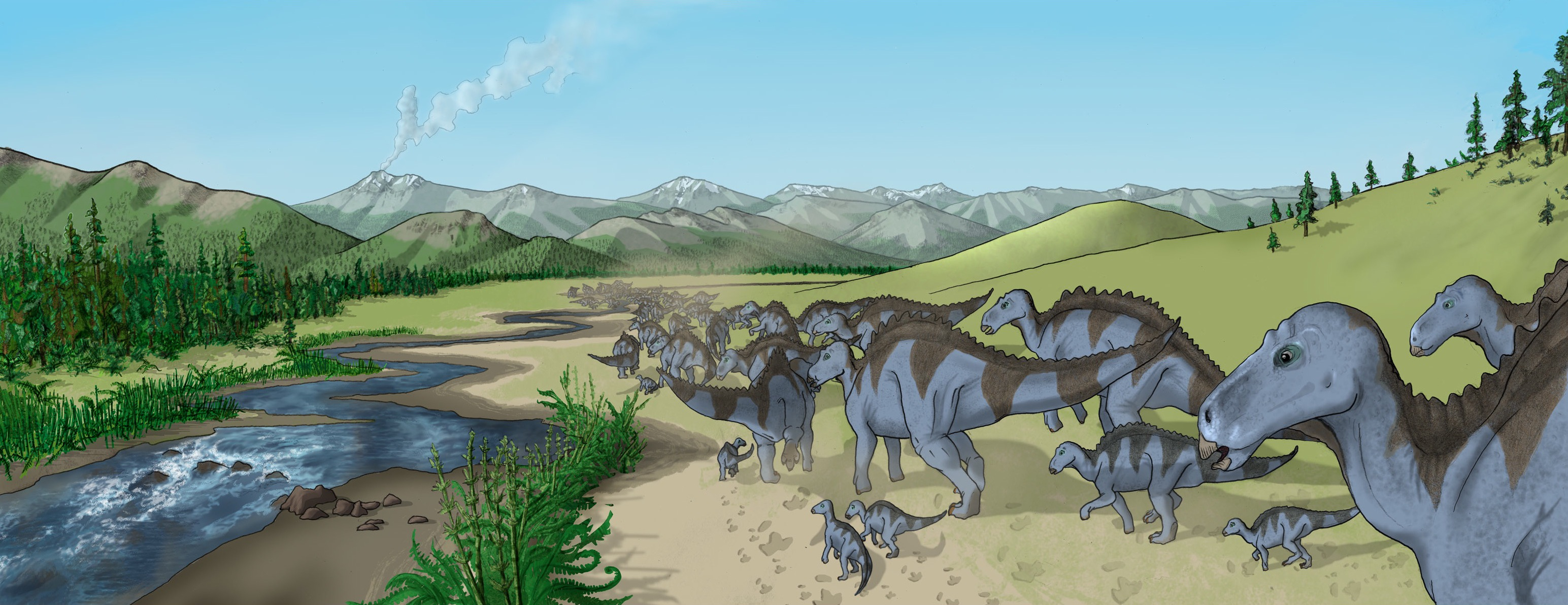
Reconstrução da imagem de um grupo de Maiassauras caminhando ao longo de um leito de riacho em Two Medicine. São mostradas as típicas coníferas, samambaias e cavalinha vegetação da região, e um vulcão em erupção à distância evoca as camadas de cinzas encontradas na Formação Two Medicine.

### Clima
A Formação Two Medicine formou-se em um clima semi-árido sazonal com possíveis sombras de chuva do planalto de Cordilleran. Esta região durante o Campaniano experimentou uma longa estação seca e temperaturas amenas. Litologias, faunas de invertebrados e dados de plantas e pólen esta interpretação. Os extensos leitos vermelhos e os horizontes caliche superiores de Two Medicine são evidências de condições pelo menos sazonalmente áridas. Especula-se que alguns dos dinossauros da formação mostraram sinais de morte relacionada à seca.

### Elevação
Um ambiente mais montanhoso existia no sul da Formação Two Medicine. Os riachos fluíam para o nordeste, afastando-se dessas terras altas do sudoeste. A parte sul da formação se classifica na série de siltito / arenito de água salobra chamada de Formação Horsethief. Os sedimentos do Horsethief representam depósitos de água mais rasos do que o Bearpaw Shale, adicionando mais evidências de áreas de maior elevação existentes no sul. Por outro lado, a cinza bentonítica é comum no Two Medicine, evidenciando a presença de antigos vulcões na região. Ao sul, a atividade vulcânica extrusiva ocorreu em associação com o Boulder Batholith, chamados coletivamente de Elkhorn Volcanics.

## Dinossauros descobertos

### Anquilossauros
- Edmontonia[5]

- Euoplocephalus[5]

- Oohkotokia'

- Scolosaurus

### Ceratopsídeos
- Achelousaurus[5]

- Brachyceratops[5]

- Cerasinops

- Einiosaurus[5]

- Prenoceratops

- Stellasaurus

- Styracosaurus

### Terópodes
- Bambiraptor[5]

- Dromaeosaurus

- Daspletosaurus[5]

- Gorgosaurus

- Richardoestesia[5]

- Saurornitholestes

- Troodonte

### Ornitópodes
- Gryposaurus

- Hypacrosaurus[5]

- Maiasaura[5]

- Orodromeus[5]

- Prosaurolophus[5]